# I skole
I skole er en film instrueret af Carl Bang og Vincent Hansen.

## Handling
Skolens arbejde og børnenes tilværelse i en københavnsk kommuneskole. Moderne undervisningssituationer (ekstemporalspil, studiekreds etc.) præsenteres som tidssvarende.